# 圣让拉比西耶尔
圣让拉比西耶尔（法語：Saint-Jean-la-Bussière，法語發音：[sɛ̃ ʒɑ̃ la bysjɛʁ]）是法国罗讷省的一个市镇，属于索恩河畔自由城区。

## 地理
圣让拉比西耶尔（46°0'2"N, 4°19'25"E）面积15.48 平方千米，位于法国奥弗涅-罗讷-阿尔卑斯大区罗讷省，该省份为法国中东部省份，北起顺时针与索恩-卢瓦尔省、安省、里昂大都会、伊泽尔省和卢瓦尔省接壤。
与圣让拉比西耶尔接壤的市镇（或旧市镇、城区）包括：罗诺、昂普勒皮、蒂济莱布尔、屈布利兹、兰河畔圣维克托。

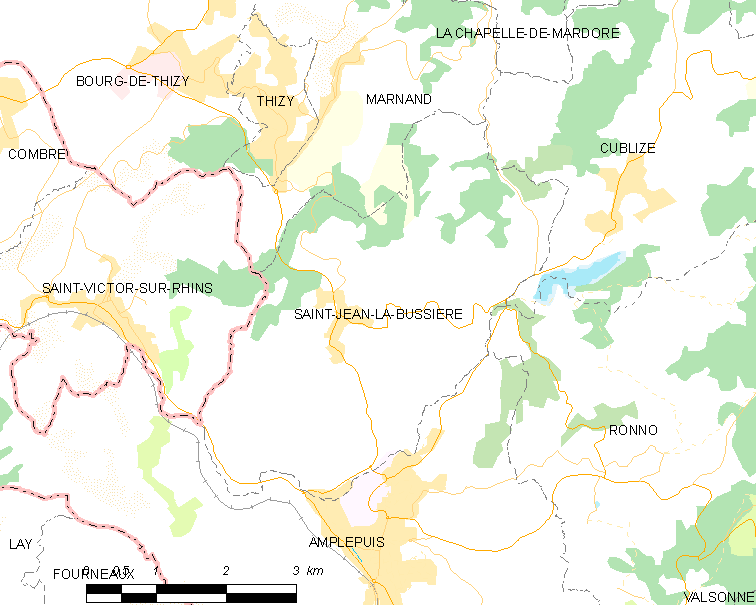
圣让拉比西耶尔的OSM定位图

圣让拉比西耶尔的时区为UTC+01:00、UTC+02:00（夏令时）。

## 行政
圣让拉比西耶尔的邮政编码为69550，INSEE市镇编码为69214。

## 政治
圣让拉比西耶尔所属的省级选区为蒂济莱布尔县。

## 人口

1962-2008年间圣让拉比西耶尔人口变化图示

圣让拉比西耶尔于2022年1月1日时的人口数量为1175人。